# Mansfield Hollow State Park
Mansfield Hollow State Park ist ein State Park im US-Bundesstaat Connecticut auf dem Gebiet der Gemeinde Mansfield. Der Park liegt auf 102 ha (251 acre) gepachteten Landes am Westufer des Mansfield Hollow Lake (200 ha). Das Areal gehört zu den Gebieten mit insgesamt 930 ha Fläche, die das Connecticut Department of Energy and Environmental Protection vom U.S. Army Corps of Engineers gepachtet hat, um Freizeitmöglichkeiten und Naturschutz zu fördern.

## Merkmale
Der Mansfield Hollow Lake ist ein Stausee, der 1952, unmittelbar vor Errichtung des Parks geschaffen wurde, um Wasserregulation an Quinebaug, Shetucket und Thames zu gewährleisten. Der Stausee liegt in den Turnip Meadows am Zusammenfluss von Fenton River, Mount Hope River und Natchaug River. Geologisch gesehen handelt es sich um ein Gebiet mit vielen Landformen, die durch die letzte Eiszeit entstanden sind: Kamen, Eskers und Kettles. Freizeitmöglichkeiten umfassen Angeln, Bootfahren, Picknicken, Wandern und Mountainbike fahren, sowie Skilaufen. Der südöstliche Zweig des Nipmuck Trail verläuft durch den Park.
Früher war das Gebiet Streifgebiet der Nipmuck. 